# スナゴカマツカ
スナゴカマツカ（砂子鎌柄、Pseudogobio polystictus）は、2019年に新種と認められたカマツカ属の淡水魚。日本固有種。

## 名称
以前は「カマツカ グループC」と呼ばれていた。和名の「すなご」は、日本の童謡「たなばたさま」の歌詞に出てくる「きんぎん砂子（すなご）」に由来する。体に多くの小黒斑を持っており、それらの間の部分の鱗は金や銀に光って見えることから、天の川にたとえてこの名前がつけられた。種小名のギリシャ語「polystictus」は「たくさんの斑点がある」という意味。

## 分布
フォッサマグナ以東（岩手県北上川水系まで）の本州の河川上流から下流の砂底がある地域。秋田県雄物川水系と青森県岩木川水系の分布は移植によるものと考えられる。

## 形態
全長15cm。胸鰭の棘状 軟条の先端は第6軟条の先端に達さず、胸鰭外縁の先端は強く後方に湾曲する。胸鰭軟条数は、12-14本で最頻値は13。口ひげは頭長の16.9-34.8%。口ひげの先端は眼の前縁に接する垂線を越える。頭長の29.6-42.0%ほどの長い口唇をもつ。肛門-臀鰭起点間の距離が短く、全長の15.9-22.4%。その間に11-16枚の鱗をもち、最頻値は12枚。不明瞭な暗色斑と多数の明瞭な小黒点をもつ。

## 生態
昼は砂に潜っており、夜になると砂底で活発に摂食する。カマツカは産卵期が5-7月で、底生動物を主食とした雑食性であることから、本種もそうである可能性がある。しかし、定かでなく、生態に関しては研究が待たれる。

## 発見経緯
富永教諭は、関西学院高等部在学時に、京都府の農業用水路で取れるカマツカに顔つきや体形が異なる2タイプがあることに気づき、関西学院大学理工学部で分子生物学を学んだ後、京都大学大学院理学研究科に進学。そして、全国のカマツカを調べ、遺伝的に3集団が存在することを特定する。この3集団は、カマツカ、ナガレカマツカ、スナゴカマツカにあたる。オランダの自然史博物館（ナチュラリス生物多様性センター）に所蔵されているカマツカのタイプ標本と見比べるなどして、2019年に、スナゴカマツカを正式に発表した。

## 利用
塩焼き、から揚げ、天ぷらなどで食されてきた。